# ثنائي كلوريد الزركونوسين
ثنائي كلوريد الزركونوسين هو مركب زركونيوم عضوي من مشتقات الزركونوسين، والمتكون من ذرة زركونيوم مركزية محاطة بحلقتي بنتاديينيل وربيطتين من الكلوريد.

## التحضير
يحضر هذا المركب من تفاعل حلقي بنتاديينيد الصوديوم مع معقد كلوريد الزركونيوم الرباعي مع رباعي هيدرو الفوران:
{\displaystyle {\ce {ZrCl4(THF)2 + 2 NaCp -> Cp2ZrCl2 + 2 NaCl + 2 THF}}}
حضر هذا المركب وفق هذه الطريقة في سنة 1954 من العالمين برمنغهام وولكنسون.

## الخواص
يوجد المركب في الشروط القياسية على هبئة صلب أبيض. يعد المركب من مشتقات الزركونوسين، وله بنية جزيئية منحنية.
يتفاعل ثنائي كلوريد الزركونوسين مع هيدريد ألومنيوم الليثيوم ليعطي كاشف شفارتز:
{\displaystyle {\ce {(C5H5)2ZrCl2 + 1/4 LiAlH4 -> (C5H5)2ZrHCl + 1/4 LiAlCl4}}}